# Dimorphanthera magnifica
Dimorphanthera magnifica är en ljungväxtart som beskrevs av Herman Otto Sleumer. Dimorphanthera magnifica ingår i släktet Dimorphanthera och familjen ljungväxter. Inga underarter finns listade i Catalogue of Life.